# 喬治·海杜
乔治·海杜（Georg Hajdu，1960年6月21日—），德国作曲家，在同时代作曲家中属于最早一批致力于将音乐、科学与电脑技术结合並加以运用的人。经过在德国科隆音乐学院作曲学习以及在美国新音乐与音频技术中心(CNMAT)的学习之后，他从加州伯克利大学获得了博士学位。1996年乔治·海杜相继在法国音乐与声学协调及研究学院(IRCAM)和德国艺术与媒体中心(ZKM)学习。1999年他完成了自己第一个标准长度歌剧“Der Sprung”。2002年5月Georg Hajdu的交互性互联网音乐表演软件Quintet.net被德国慕尼黑歌剧双年展选中运用。同年他创立了European Bridges Ensemble 这是一个致力于交互性网络连接的音乐演出团体。
目前乔治·海杜是德国汉堡音乐戏剧大学多媒体作曲专业教授。

## 外部連結
- 個人網站（页面存档备份，存于）